# 金本源之助
金本 源之助（かねもと げんのすけ、1921年3月1日 - 2013年7月7日）は、ロシア文学者。

## 経歴
広島県豊田郡西生口村(現在、尾道市瀬戸田町)に生まれる。1946年（昭和21年）に早稲田大学文学部ロシア文学専攻に入学。早稲田大学第一文学部副手、助教授などを経て、1965年（昭和40年）早稲田大学第一文学部、第二文学部教授に就任。専門は、ロシア口碑文学で、アファーナーシェフ「ロシアの民話」(岩崎美術社)、「森はざわめく、不思議の不思議」（群像社）などを著訳した。モスクワ大学との交換教授として、3度留学した。ロシア文学会理事を務めたほか、早稲田大学体育局軟式庭球部長などを歴任した。また、1942年（昭和17年）には、アメリカからの宣教師ローラ・モーク師と出会い、小石川白山教会にて受洗。1965年（昭和40年）に日本神の教会連盟練馬神の教会に転入会した。1991年（平成3年）に早稲田大学名誉教授。ロシア口碑文学の著訳の傍ら、ギデオン協会会員として聖書の配布活動にも取り組んだ。

## 翻訳
- A.アファナーシエフ編『ロシアの民話』岩崎美術社 民俗民芸双書 1972
- A.H.アファナーシエフ編『ロシアの怪奇民話』世界の怪奇民話 評論社 1982
- フョードル・セリバーノフ編著『ロシアのフォークロア』監訳 早稲田大学出版部 1983
- ウラジミール・コロレンコ『森はざわめく』群像社 2008
- アファナーシエフ『ロシアの民話』全3巻別巻　群像社 2009-2011